# Колдуэлл (округ, Кентукки)
Ко́лдуэлл (англ. Caldwell County) — округ в штате Кентукки, США. Официально образован в 1809 году. По состоянию на 2010 год, численность населения составляла 12 984 человек.

## География
По данным Бюро переписи США, общая площадь округа равняется 901,787 км2, из которых 898,679 км2 суша и 3,108 км2 или 0,340 % это водоёмы.

## Население
По данным переписи населения 2000 года в округе проживает 13 060 жителей в составе 5 431 домашних хозяйств и 3 801 семей. Плотность населения составляет 15,00 человек на км2. На территории округа насчитывается 6 126 жилых строений, при плотности застройки около 6,90 строений на км2. Расовый состав населения: белые — 93,89 %, афроамериканцы — 4,81 %, коренные американцы (индейцы) — 0,15 %, азиаты — 0,16 %, гавайцы — 0,01 %, представители других рас — 0,39 %, представители двух или более рас — 0,60 %. Испаноязычные составляли 0,61 % населения независимо от расы.
В составе 28,50 % из общего числа домашних хозяйств проживают дети в возрасте до 18 лет, 57,10 % домашних хозяйств представляют собой супружеские пары проживающие вместе, 9,80 % домашних хозяйств представляют собой одиноких женщин без супруга, 30,00 % домашних хозяйств не имеют отношения к семьям, 27,50 % домашних хозяйств состоят из одного человека, 14,00 % домашних хозяйств состоят из престарелых (65 лет и старше), проживающих в одиночестве. Средний размер домашнего хозяйства составляет 2,36 человека, и средний размер семьи 2,85 человека.
Возрастной состав округа: 22,40 % моложе 18 лет, 7,00 % от 18 до 24, 26,30 % от 25 до 44, 26,30 % от 45 до 64 и 26,30 % от 65 и старше. Средний возраст жителя округа 41 лет. На каждые 100 женщин приходится 92,60 мужчин. На каждые 100 женщин старше 18 лет приходится 89,90 мужчин.
Средний доход на домохозяйство в округе составлял 28 686 USD, на семью — 35 258 USD. Среднестатистический заработок мужчины был 31 475 USD против 20 390 USD для женщины. Доход на душу населения составлял 16 264 USD. Около 12,20 % семей и 15,90 % общего населения находились ниже черты бедности, в том числе — 20,40 % молодежи (тех, кому ещё не исполнилось 18 лет) и 15,60 % тех, кому было уже больше 65 лет.